# Aislador óptico

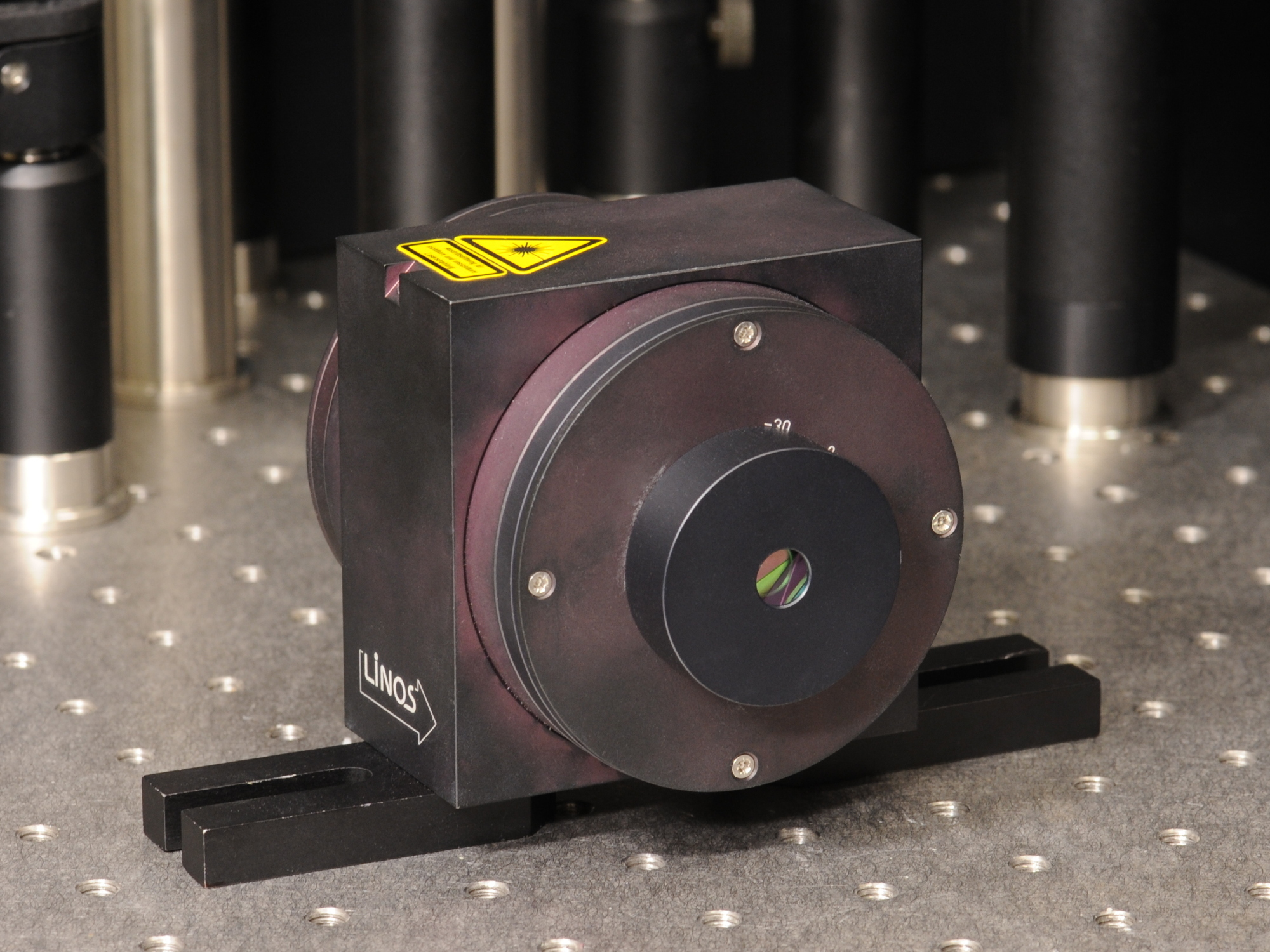
Modelo empleado para experimentos con láser.

El aislador óptico es un dispositivo pasivo de dos puertas, el cual permite que un rayo de luz viaje en una dirección mientras evita que se propague en la dirección opuesta.

## Tecnologías para su realización
La implementación de aisladores puede hacerse de diversa formas. Generalmente, se emplean para ello prismas o fibras mantenedoras de la polarización, pero los aisladores basados en estas tecnologías son sensibles al estado de polarización de la señal. Afortunadamente, es posible implementar un aislador independiente del estado de polarización a partir de otro sensible.